# 1970–1971-es svájci labdarúgó-bajnokság (első osztály)
Az 1970–1971-es Nationalliga A volt a 74. alkalommal megrendezett, legmagasabb szintű labdarúgó-bajnokság Svájcban.
A címvédő a Basel volt. A szezont a Grasshoppers csapata nyerte, a bajnokság történetében tizenhatodjára.

## Tabella
| Hely. | Csapat            | M  | Gy | D  | V  | G+ | G– | Gk  | P  | |
| ----- | ----------------- | -- | -- | -- | -- | -- | -- | --- | -- | -------------------------------------------------------------------------------------------------- |
| 1.    | Basel             | 26 | 18 | 6  | 2  | 67 | 26 | +41 | 42 | Rájátszás                                                                                          |
| 2.    | Grasshoppers (B)  | 26 | 20 | 2  | 4  | 59 | 21 | +38 | 42 | A rájátszás győztese; kvalifikált a Bajnokcsapatok Európa-kupájába és bejutott az Intertotó-kupába |
| 3.    | Lugano            | 26 | 11 | 9  | 6  | 50 | 34 | +16 | 31 | Bejutott az Intertotó-kupába                                                                       |
| 4.    | Lausanne Sports   | 26 | 12 | 6  | 8  | 51 | 43 | +8  | 30 | |
| 5.    | Zürich            | 26 | 11 | 6  | 9  | 41 | 42 | −1  | 28 | Bejutott az Intertotó-kupába                                                                       |
| 6.    | Winterthur        | 26 | 11 | 5  | 10 | 36 | 38 | −2  | 27 | |
| 7.    | Servette          | 26 | 8  | 10 | 8  | 39 | 36 | +3  | 26 | Svájci Kupa győztes; kvalifikált a Kupagyőztesek Európa-kupájába és bejutott az Intertotó-kupába   |
| 8.    | Young Boys        | 26 | 10 | 6  | 10 | 43 | 46 | −3  | 26 | |
| 9.    | La Chaux-de-Fonds | 26 | 9  | 6  | 11 | 46 | 47 | −1  | 24 | |
| 10.   | Biel-Bienne       | 26 | 6  | 9  | 11 | 32 | 43 | −11 | 21 | |
| 11.   | Luzern (F)        | 26 | 8  | 4  | 14 | 39 | 48 | −9  | 20 | |
| 12.   | Sion (F)          | 26 | 5  | 9  | 12 | 32 | 46 | −14 | 19 | Osztályozó                                                                                         |
| 13.   | Fribourg (K)      | 26 | 6  | 7  | 13 | 35 | 63 | −28 | 19 | Osztályozó vesztese, kiesett a Nationalliga B-be                                                   |
| 14.   | Bellinzona (K)    | 26 | 1  | 7  | 18 | 24 | 61 | −37 | 9  | Kiesett a Nationalliga B-be                                                                        |

## Rájátszás
| 1971. június 8. |

| Grasshoppers                                     | 4–3 (h. u.) | Basel                                             |
| ------------------------------------------------ | ----------- | ------------------------------------------------- |
| Ohlhauser 16' Ove Grahn 75' 97' Peter Meier 106' |             | Mundschin 21' Wenger 70' Benthaus 119' (11-esből) |

| Wankdorfstadion, Bern |

## Osztályozó
| 1971. június 9. |

| Sion      | 1–0 | Fribourg |
| --------- | --- | -------- |
| Elsig 13' |     |          |

| Lausanne |